# نيل تننت
نيل تننت (بالإنجليزية: Neil Tennant) (و. 1954  م) هو كاتب أغاني، وصحفي، ومغني، وموسيقي، ومغن مؤلف، وملحن، ومنتج بضائع بريطاني، يستخدم آلات آلة مفاتيح، وهو عضوٌ في بت شوب بويز.
.

## التعليم
تعلم في جامعة لندن الشمالي ‏.

## وصلات خارجية
- نيل تننت على موقع IMDb (الإنجليزية)
- نيل تننت على موقع ميوزك برينز (الإنجليزية)
- نيل تننت على موقع إن إن دي بي (الإنجليزية)
- نيل تننت على موقع أول ميوزيك (الإنجليزية)
- نيل تننت على موقع ديسكوغز (الإنجليزية)
- نيل تننت على موقع قاعدة بيانات الفيلم (الإنجليزية)

- نيل تننت في قاعدة بيانات الأفلام على الإنترنت